# Francinilson Santos Meireles
Francinilson Santos Meireles, meglio noto come Maranhão (São Luís, 3 maggio 1990), è un calciatore brasiliano, centrocampista del Rio Branco-ES.
È conosciuto come Maranhão, dal nome dello stato in cui è nato.

## Caratteristiche tecniche
Molto rapido ed abile nei dribbling.

## Carriera

### Club

#### Bahia, Cruz Azul e Atlético PR
Maranhão inizia la carriera da calciatore nel 2006, quando viene acquistato dal Bahia dove compie tutta la trafila delle giovanili fino al giorno del suo debutto in prima squadra nel 2011; esordisce il 16 gennaio in occasione della partita del Campionato Baiano con il Serrano. Realizza la sua prima rete in carriera il 10 febbraio, durante il match con il Camaçari. Rimedia la sua prima ammonizione, in carriera, il 2 settembre durante la partita giocata con l'América. A fine stagione totalizza 22 presenze, tra cui 6 nel Campionato Baiano compreso un gol.
Il 2 gennaio 2012 il suo cartellino viene acquistato, per 1.200 milioni di dollari, dal Cruz Azul all'inizio del campionato di Clausura. Debutta con la sua nuova squadra il 22 gennaio in occasione del match di campionato con il Pachuca. Realizza la sua prima rete in Coppa Libertadores il 19 aprile, durante il match giocato con il Club Nacional.
Il 13 gennaio 2013, dopo una stagione passata tra le file del Cruz Azul, viene acquistato a titolo definitivo dall'Atlético Paranaense.